# Migliori prestazioni italiane nei 400 metri ostacoli

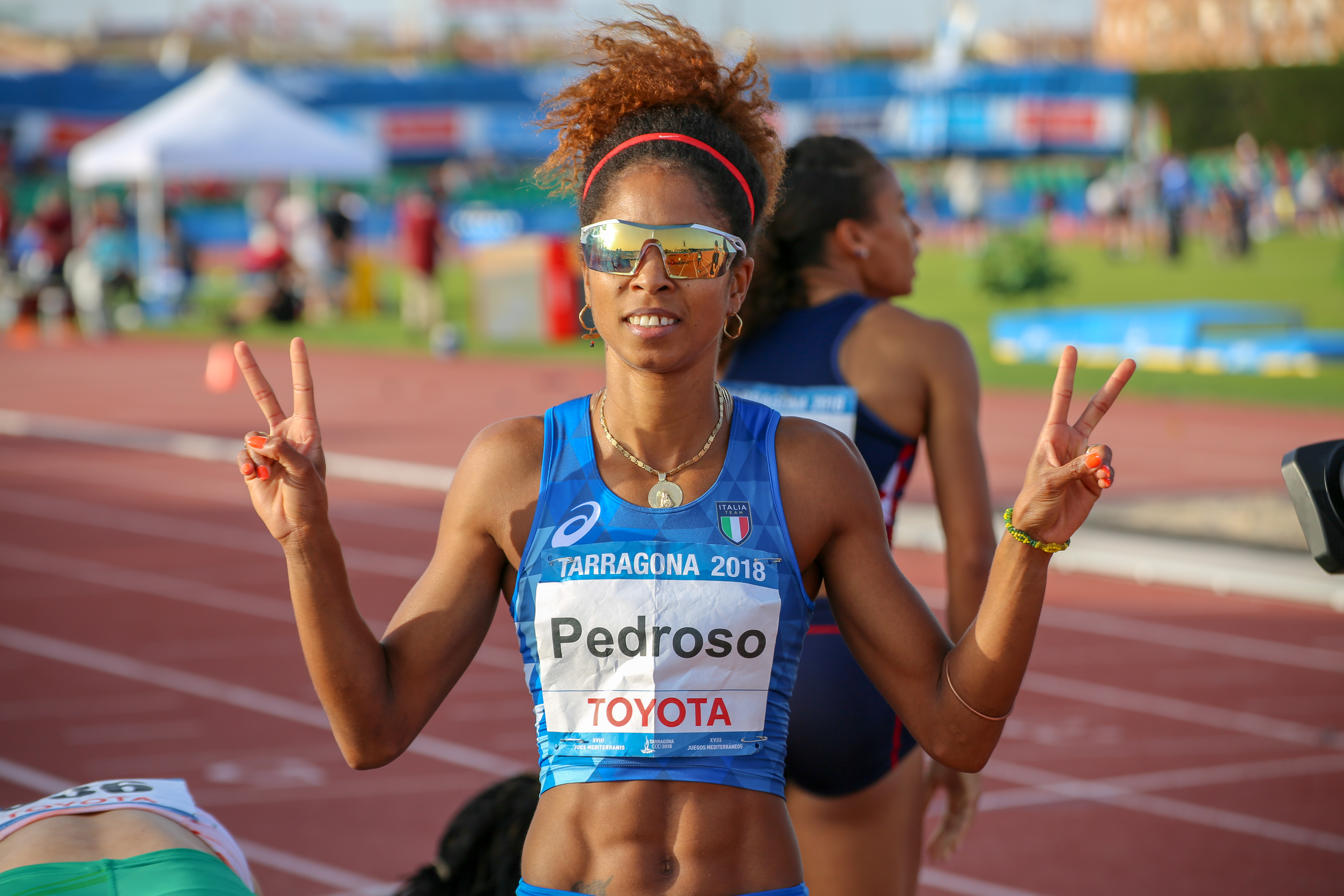
Yadisleidy Pedroso, ex detentrice del record italiano dei 400 hs

La lista delle migliori prestazioni italiane nei 400 metri ostacoli, aggiornata periodicamente dalla Federazione Italiana di Atletica Leggera, raccoglie i migliori risultati di tutti i tempi degli atleti italiani nella specialità dei 400 metri ostacoli.

## Maschili
Statistiche aggiornate al 2 ottobre 2022.
|     | Tempo | Atleta                         | Luogo             | Data            |
| --- | ----- | ------------------------------ | ----------------- | --------------- |
| 1.  | 47"50 | Alessandro Sibilio             | Roma              | 11 giugno 2024  |
| 2.  | 47"54 | Fabrizio Mori                  | Edmonton          | 10 agosto 2001  |
| 3.  | 48"52 | Laurent Ottoz                  | Atlanta           | 31 luglio 1996  |
| 4.  | 48"84 | Gianni Carabelli               | Roma              | 8 luglio 2005   |
| 5.  | 48"91 | José Reynaldo Bencosme de Leon | Orano             | 1º luglio 2022  |
| 6.  | 48"99 | Mario Lambrughi                | Rieti             | 13 maggio 2018  |
| 7.  | 49"04 | Giorgio Frinolli               | Milano            | 6 giugno 2001   |
| 8.  | 49"08 | Ashraf Saber                   | Roma              | 5 giugno 1996   |
| 9.  | 49"14 | Roberto Frinolli               | Città del Messico | 14 ottobre 1968 |
| 10. | 49"15 | Gabriele Montefalcone          | Chengdu           | 03 Agosto 2023  |

## Femminili
Statistiche aggiornate al 24 maggio 2024.
|    | Tempo | Atleta               | Luogo    | Data           |
| -- | ----- | -------------------- | -------- | -------------- |
| 1. | 53"89 | Ayomide Folorunso    | Budapest | 22 agosto 2023 |
| 2. | 54"54 | Yadisleidy Pedroso   | Shanghai | 18 maggio 2013 |
| 3. | 54"57 | Alice Muraro         | Caorle   | 3 agosto 2025  |
| 4. | 54"79 | Benedetta Ceccarelli | Rieti    | 28 agosto 2005 |
| 5. | 54"82 | Rebecca Sartori      | Budapest | 21 agosto 2023 |
| 6. | 55"10 | Monika Niederstätter | Siviglia | 22 agosto 1999 |
| 7. | 55"13 | Eleonora Marchiando  | Ginevra  | 10 giugno 2023 |
| 8. | 55"42 | Irmgard Trojer       | Atene    | 10 luglio 1991 |
| 9. | 55"54 | Manuela Gentili      | Lucerna  | 17 luglio 2012 |
| 9. | 55"54 | Linda Olivieri       | Rovereto | 27 giugno 2021 |